# Estadio Francisco Villa (Durango)
El Estadio Francisco Villa es un estadio de béisbol que está localizado en la ciudad de Durango, Durango, México. Albergó béisbol de la Liga Mexicana de 1976 a 1979. Actualmente el estadio es nuevamente sede de un equipo de la LMB a partir de la Temporada 2017, los Generales de Durango.
El estadio es casa de los Generales de Durango, cuenta con capacidad para 4,983 aficionados y fue inaugurado para la Liga Mexicana de Béisbol en 1976, y ha sido utilizado por la Universidad Autónoma de Durango. Se anunció una remodelación del estadio para el 2015 junto a la ciudad deportiva en la que se encuentra ubicado.